# Corozal (Belize)
Koordinaten: 18° 24′ N, 88° 23′ W

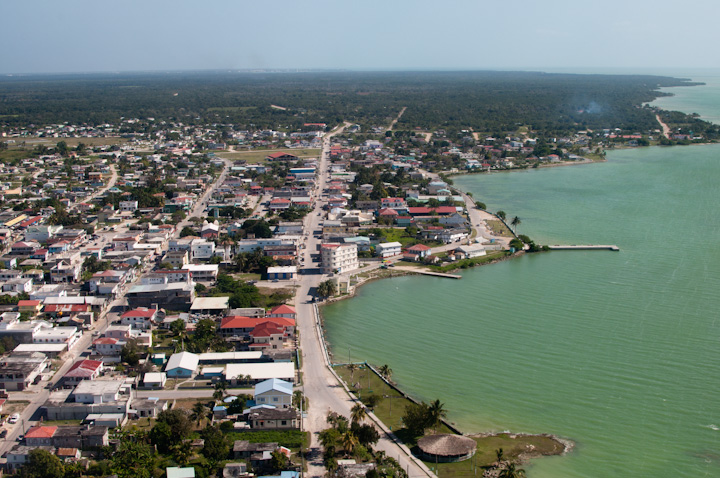
Corozal

Corozal (zur Unterscheidung vom gleichnamigen Distrikt auch Corozal Town) ist eine Kleinstadt im mittelamerikanischen Belize an der Grenze zu Mexiko.
Die Stadt hat rund 9800 Einwohner (Stand 2010) und ist die Hauptstadt des Corozal District. Corozal  Town wurde im Jahr 1848 von Flüchtlingen des Kastenkrieges in Yucatán gegründet. Im Jahr 1870 wurde das Fort Barlee errichtet und Corozal wurde Garnisonsstadt.
Am 27. September 1955 wurde die Stadt vom Hurrikan Janet getroffen und schwer beschädigt. Es blieben nur etwa zehn Häuser stehen und die Stadt musste neu aufgebaut werden. Bei dem Hurrikan kamen 16 Personen in Corozal ums Leben.
Ein Teil der Stadt wurde auf der ehemaligen Mayaruine Santa Rita errichtet. In der Nähe von Corozal Town befindet sich die Mayaruine Cerro Maya.

## Söhne und Töchter der Stadt
- Valdemar Castillo (* 22. Mai 1946), Politiker
- Miguel Manuel Sosa (* 1951), Politiker
- Juan Vildo Marin (* 1959), Politiker
- Shane Moody-Orio (* 1980), Fußballspieler
- Russell Cassanova (* 1991), Fußballspieler